# Langenfeld (Rheinland)
Pour les articles homonymes, voir Langenfeld.
Langenfeld (Rheinland) est une ville de Rhénanie-du-Nord-Westphalie située dans l'arrondissement de Mettmann. La ville est située entre Düsseldorf et Cologne.

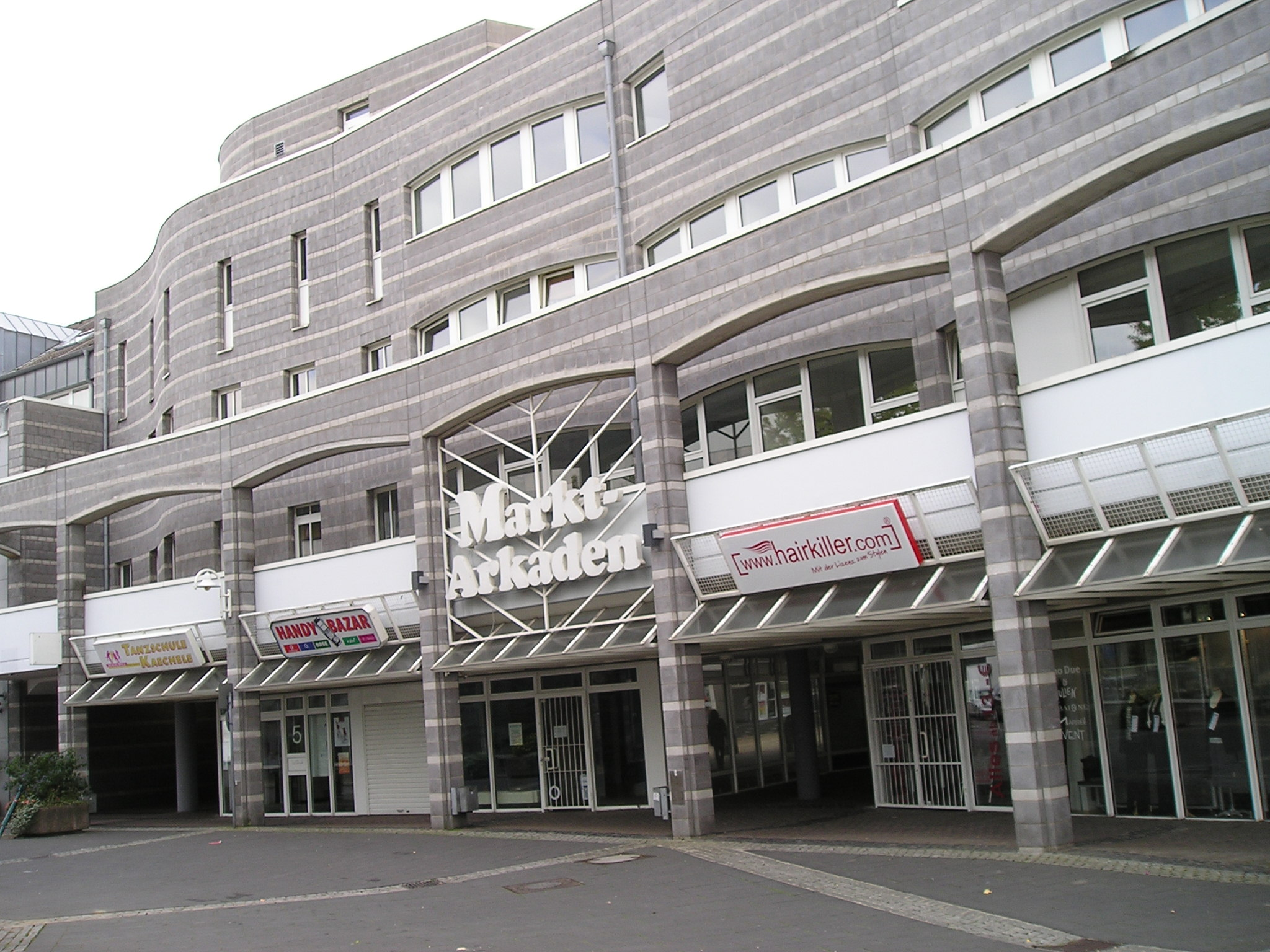
Marktarkaden

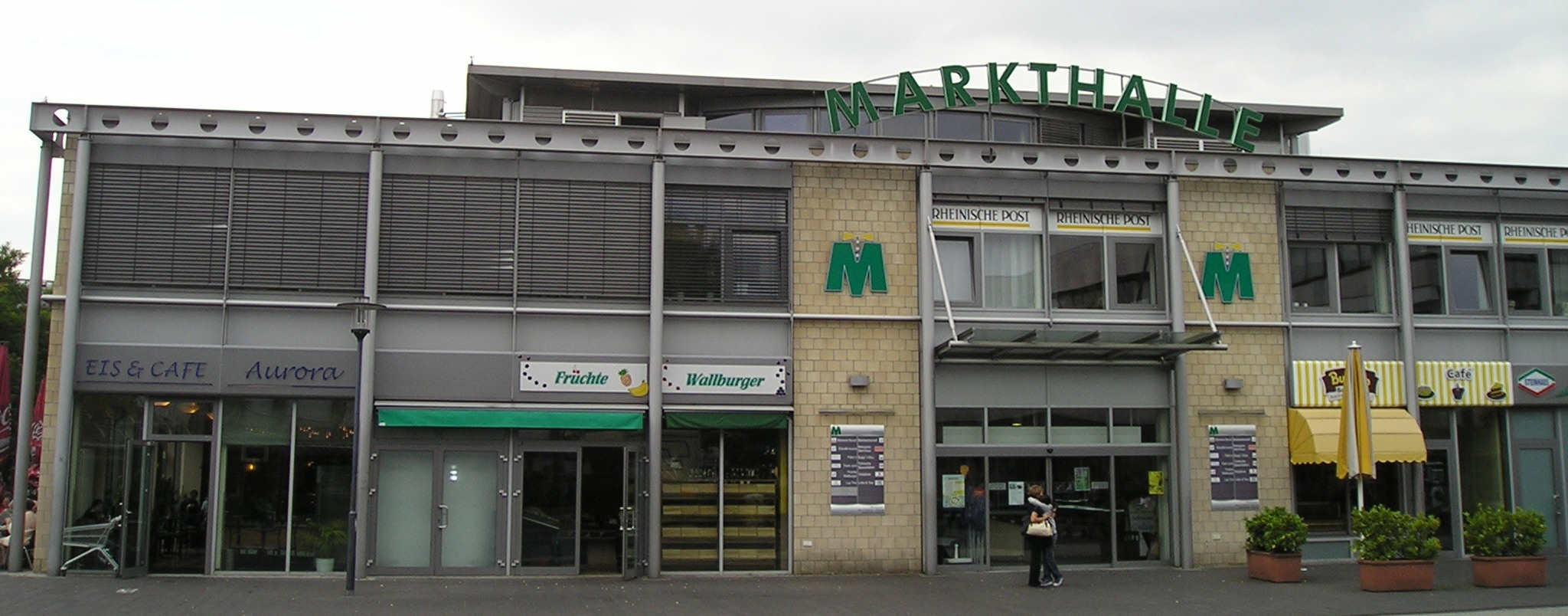
Markthalle (marché couvert)

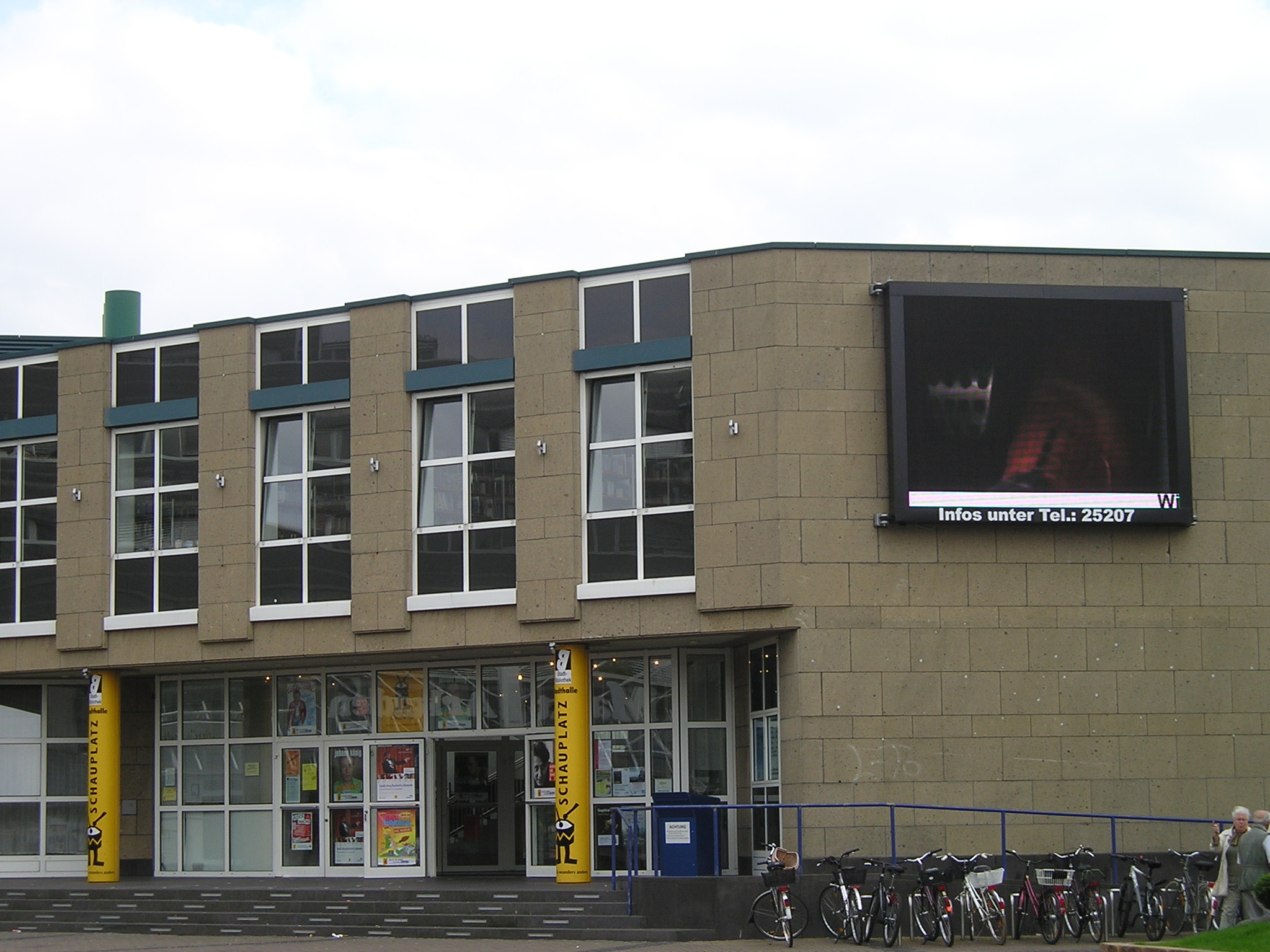
Stadthalle « Schauplatz » (centre de culture)

## Personnalités liées à la ville
- Otto Abetz (1903-1958), ambassadeur mort à Langenfeld.
- Hans Litterscheid (1921-2014), homme politique né et mort à Langenfeld.

## Jumelages
- Senlis (France) depuis 1969
- Batangas (Philippines) depuis 1998
- Gostynin (Pologne) depuis 1998